# 埃文鎮區 (伊利諾伊州萊克縣)
埃文鎮區（英語：Avon Township）是位於美國伊利諾伊州萊克縣的一個行政鎮區。

## 地方資料
根據2010年美國人口普查的數據，埃文鎮區的面積為61.70平方千米，當中陸地面積為58.20平方千米，而水域面積為3.50平方千米。當地共有人口64502人，而人口密度為每平方千米1,045.41人。